# Arbaa Ait Abdellah

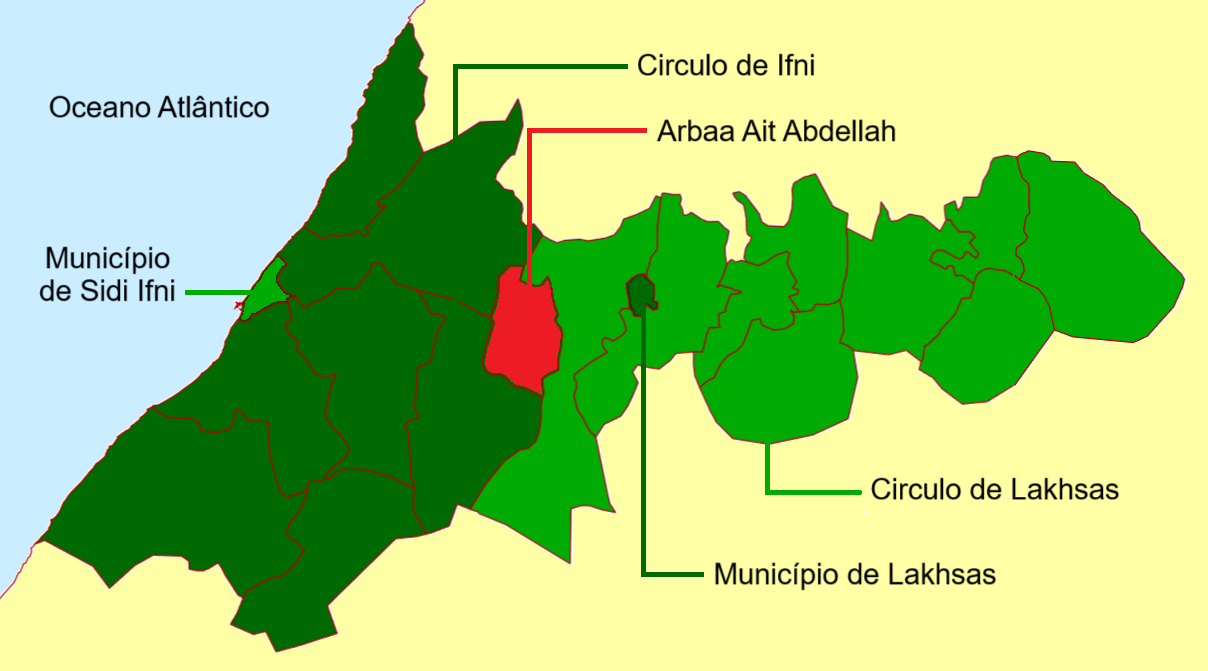
Localização da comuna, dentro da província.

Arbaa Ait Abdellah é uma comuna marroquina localizada na província de Sidi Ifni, circulo de Ifni e região de Guelmim-Oued Noun.  Entre 1934 e 1969 fez parte do território Espanhol do Ifni , sendo chamada de Zoco el Arbaa. Tem uma área de 120 km² e em 2014 tinha 3.208 Habitantes. Localiza-se a 38 Km da capital de província, sendo o seu relevo montanhoso e o seu clima desértico quente. Pratica-se agricultura de sequeiro no seu território. A nível tribal a comuna é habitada pela tribo berbere dos Aït Abdallah, da confederação dos Aït Baamrane.

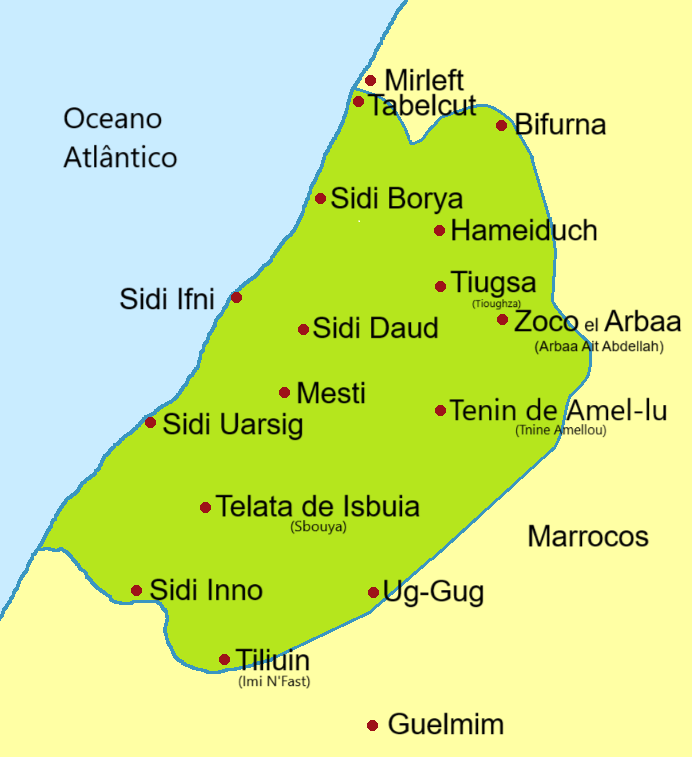
O território Espanhol de Ifni em 1957.
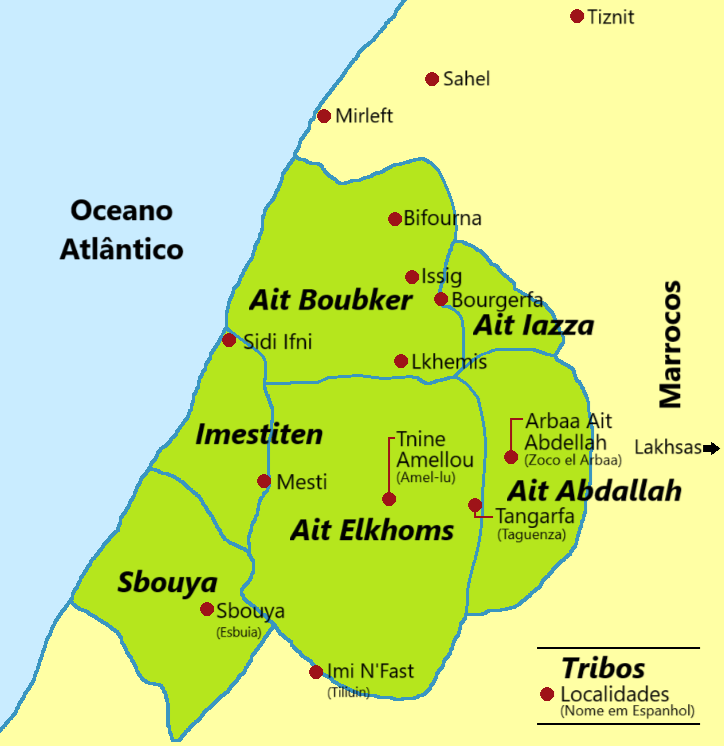
Distribuição tribal existente, no território povoado pelas tribos da confederação dos Aït Baamrane.